# Juan Soriano

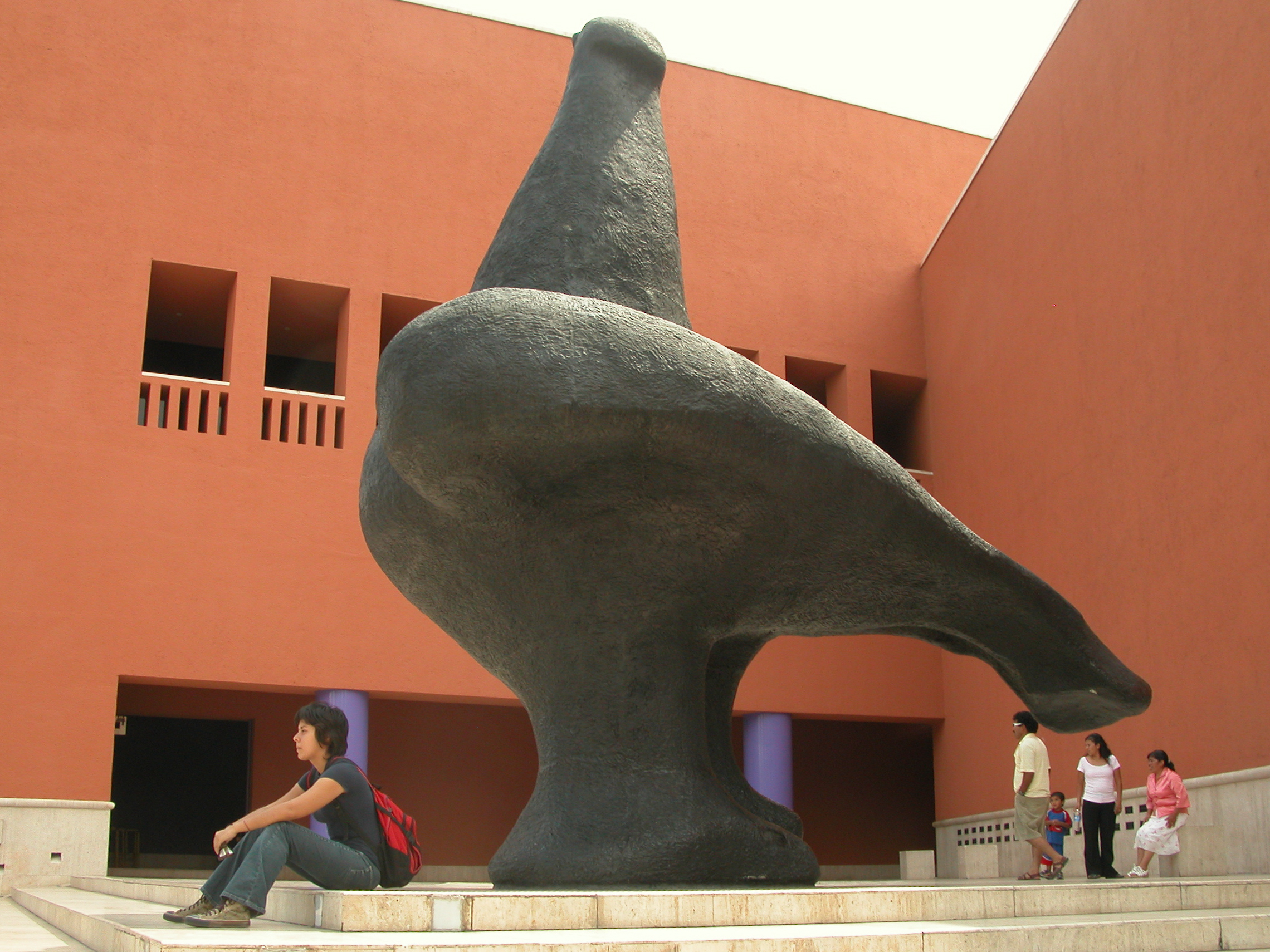
La Paloma, escultura de Juan Soriano.

Juan Francisco Rodríguez Montoya, conocido como  Soriano (Guadalajara, México, 18 de agosto de 1920-Ciudad de México, México, 10 de febrero de 2006) fue un artista plástico mexicano.

## Biografía

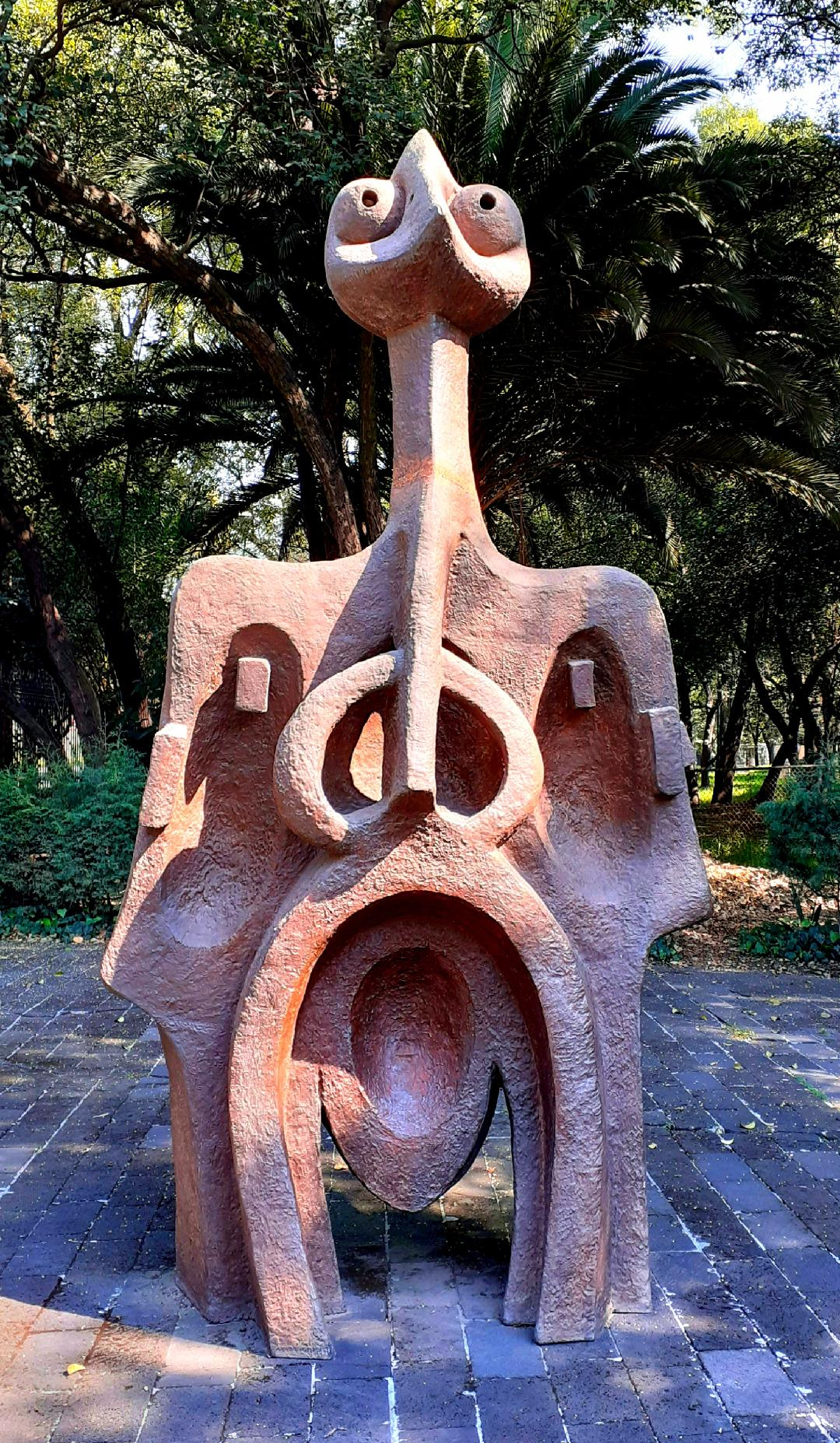
Pájaro por Juan Soriano, colección del Museo de Arte Moderno, Ciudad de México.

Juan Soriano fue hijo de Rafael Rodríguez Soriano y Amalia Montoya Navarro. Vivió con su familia en el número 7 de la calle Antonio Molina en el centro de la ciudad de Guadalajara. Desde la infancia, prefirió el nombre de Juan Soriano, en recuerdo del apellido de su abuela paterna. Desde la edad de doce años, visitaba asiduamente la casa de Chucho Reyes, amigo de su padre, en donde también conoció al arquitecto Luis Barragán y a Roberto Montenegro, y donde tomó su primer contacto con la pintura virreinal de José María de Estrada. A los trece años, conoció a Alfonso Michel, y comenzó sus primeros trazos en el pincel bajo la dirección de Francisco Rodríguez “Caracalla” en Evolución Estudio.
```
En 1934 a la edad de catorce años participó por primera vez en la exposición colectiva del grupo Pintores Jóvenes de Jalisco, que organizó su fundador Francisco Rodríguez "Caracalla" en el Museo del Estado. A esta muestra pictórica asistieron 
Lola Álvarez Bravo
, 
José Chávez Morado
 y 
María Izquierdo
. Cuando recorrían la exposición, que había quedado bajo la vigilancia de Soriano, les atrajeron algunos de los cuadros expuestos, por lo que preguntaron quién era el autor de esas pinturas. El joven Soriano les informó que eran de él. Entonces, aquellos personajes, admirados, le sugirieron que fuera a la Ciudad de México, donde podría mejorar su técnica. Le ofrecieron que ellos mismos lo relacionarían, ya que calificaron su obra como "interesante".
```

Siendo adolescente, en 1935 se mudó la Ciudad de México para estudiar artes plásticas, motivado por su talento y el aliciente de la compañía de su hermana Martha. Sus mentores fueron grandes exponentes de la plástica mexicana como Emilio Caero y Santos Balmori. Por invitación de este último, se integró a la Liga de Escritores y Artistas Revolucionarios (LEAR) en la cual permaneció apenas un par de años; sin embargo, a partir de ello se relacionó con conocidos personajes del ámbito cultural, lo cual le permitió ampliar sus horizontes intelectuales y plásticos. Entre estas amistades se cuentan al maestro Alfonso Reyes, Juan Rulfo, Dolores del Río, María Félix, Octavio Paz, Rufino Tamayo, Guadalupe Marín, Xavier Villaurrutia, Elena Garro, Lola Álvarez Bravo, María Asúnsolo, Leonora Carrington, Carlos Pellicer, María Zambrano, Remedios Varo, Ignacio Retes, Salvador Novo, Frida Kahlo, Carlos Mérida, y Antonio M. Ruiz, El Corcito, entre otros.
A principio de la década de los cincuenta, viajó a Europa, ahí, conforme fue madurando su obra, amplió su círculo de amistades internacionales, lo que contribuyó a que su estilo plástico se consolidase.
De 1952 a 1956 retornó brevemente al país para retomar sus vínculos con intelectuales mexicanos y colaboró con Octavio Paz, Juan José Arreola, Héctor Mendoza, Juan José Gurrola y Leonora Carrington dentro del grupo de teatro experimental "Poesía en Voz Alta" que tuvo 8 programas en la segunda mitad de la década de los 50 y principio de los 60. Diseñó la escenografía y el vestuario para varias de sus producciones como el sexto programa: Las criadas (1947) de Jean Gennet que se presentó en el Teatro Fábregas en 1963.
De 1956 a 1957 se estableció en Roma, Italia, para después, a partir de 1974, cambiar su residencia a París, la cual a la postre visitaría asiduamente, después de volver a afincarse en la Ciudad de México. Ahí conoció y trabó amistad con Antonio Saura, Julio Cortázar y Milan Kundera.
Su obra se distingue por haber desarrollado un estilo propio, basado en el lirismo y una búsqueda constante, derivada de la inquieta personalidad del creador. Experimentó con diversos materiales, géneros y estilos; incursionando incluso en el abstraccionismo y la creación de vestuarios y escenografías para teatro.
En el plano anecdótico, se recuerda que, cuando dejaba de tener otra superficie para pintar, lo hacía sobre las puertas de su casa, las cuales después vendía.
En reconocimiento a su trayectoria, recibió diversos premios tales como el Premio Nacional de Ciencias y Artes en el área de Bellas Artes del gobierno de México en 1987, la Medalla de Oro del Palacio de Bellas Artes de México, la Condecoración de la Legión de Honor, en Grado de Oficial de Francia, la Mención Honorífica en el Festival Internacional de Pintura de Cagnes-sur-Mer en Francia, la Orden al Mérito de la República de Polonia y el Premio Velázquez de Artes Plásticas de España. Fue doctor honoris causa por la Universidad de Colima.
La última y prolífera etapa de su vida la vivió junto con su pareja Marek Keller, en su casa-estudio ubicado en el número 71 de la Av. Ámsterdam, casi esquina con Parras; hoy aquella fortaleza de concreto ha desaparecido, para dar paso a un edificio habitacional.
Fallece el 10 de febrero de 2006 a los 85 años de edad en Ciudad de México. En las fechas posteriores a su fallecimiento, ha trascendido que el gobierno español reconocerá póstumamente el legado y trayectoria del artista, nombrándolo comendador de la Orden de Isabel la Católica.

## Escultura
En el espacio público, se pueden hallar algunas de sus obras descollantes: Paloma (Museo de Arte Contemporáneo de Monterrey, México), Ola (World Trade Center de Guadalajara, México), Luna (Auditorio Nacional, Ciudad de México) y Sirena (Plaza Loreto, Ciudad de México).

### La Paloma

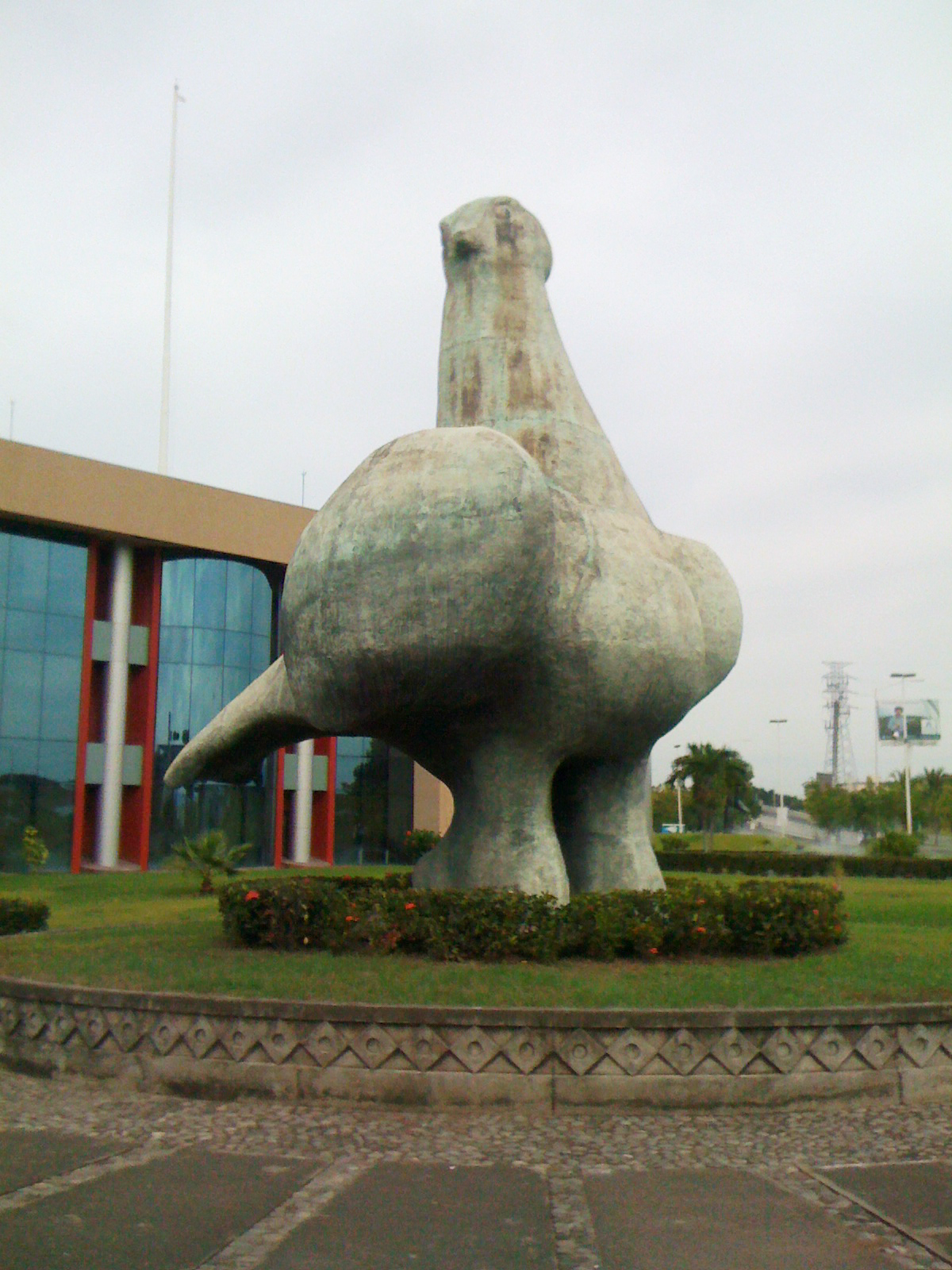
La Paloma, escultura de Juan Soriano ubicada en Colima, México.

Escultura de bronce de 6 m de alto y 4 toneladas de peso, ubicada en la ciudad de Colima, México. Otra copia de esta obra se encuentra en el museo MARCO de Monterrey, Nuevo León.

### La Luna
Se trata de una escultura monumental que mide diez metros de alto, realizada a principios de los años 90s especialmente para ser instalada en el ala izquierda de la explanada del Auditorio Nacional de la Ciudad de México, todo esto a sugerencia del arquitecto Teodoro González de León.
La técnica usada para su realización es vaciado en bronce.
Esta fue su primera obra escultórica monumental para la Ciudad de México. Este trabajo es una representación surrealista de la luna, ya que agrega elementos formales al ideal colectivo de cuarto creciente de luna.
Toda al obra presenta una textura rugosa, irregular; similar a la piedra, de color aqua-verdoso. Así mismo se pueden distinguir una serie de elementos principales: cuarto creciente de superior e inferior, tronco, par de horadaciones
Los temas abarcados por esta obra están definidos tanto por el concepto inicial que Soriano tuvo en mente como por el lugar donde se encuentra, la explanada del Auditorio Nacional.
Por encontrarse allí cubre temas sociales, ya que está en un lugar público; quien sea puede verla, y hasta tocarla, sentirse partícipe de la obra de arte.
Es uno de los elementos que saludan a la gente que va a presenciar un espectáculo a tan reconocido recinto.
Justo después de colocar La Luna en el Auditorio Nacional, hubo opiniones de reprobación con la obra ya que la generalidad sostenía que no representa la grandeza ni lo cosmopolita del recinto y la zona. A lo que el artista respondió: "La luna se asocia con todo. Es una de las imágenes más llevadas y traídas por los poetas, los músicos, los bailarines, la religión, la mitología".

## Pintura
Autor, entre otras obras pictóricas, de María Asúnsolo en Rosa y Apolo y las musas. También se interesó por la escultura monumental, entre cuyas obras se recuerdan Pato, Pájaro Dos Caras, y Pájaro Con Semillas.

### Apolo con peces
Apolo con peces, esta obra pertenece a Juan Soriano, el cual relata plásticamente un soberbio contenido onírico, junto con la famosa Muerte enjaulada, Tres mujeres, Retrato de Marek y La palmera.
Apolo, para la tradición grecolatina, era protector de las letras y las artes. Soriano recrea el mito en la figura de un hombre joven y portentoso, acompañado de la lira, su principal atributo, la cual producía una música tan dulce que era capaz de adormecer a las bestias y hacer brotar agua de las piedras.

### La muerte enjaulada
Acuarela sobre papel, pintado en 1983. Esta obra pertenece a la colección Marek Keller.

## Museo Morelense de Arte Contemporáneo Juan Soriano
El Museo Morelense de Arte Contemporáneo Juan Soriano en Cuernavaca, Morelos, abrió sus puertas en junio de 2018 para promover el arte moderno y contemporáneo, convirtiéndose en una opción para recibir exposiciones nacionales e internacionales.
Se construyó con una inversión de $300 millones de pesos,dentro del primer cuadro de la ciudad de Cuernavaca, como un espacio que fomenta la cohesión y el desarrollo social, por medio del arte y el disfrute del espacio público, fortaleciendo así a la comunidad.
Mantiene la exposición permanente del artista Juan Soriano, dicho acervo cultural está integrado por 1,200 obras entre óleos, esculturas, esculturas de plata, gobelinos (tapiz), cerámicas y obra gráfica, así como decenas de grabados y carteles, cientos de dibujos y fotografías.
El "Museo Morelense de Arte Contemporáneo Juan Soriano” se suma a un importante patrimonio cultural con el que cuenta Morelos, y que antes no se tenía para el arte y la cultura como el Centro Cultural Teopanzolco, el Centro de Desarrollo Comunitario “Los Chocolates” y la Academia de Música Benning, ubicada en la Antigua Estación del Tren en Cuernavaca.
Además de otros proyectos como la rehabilitación del Centro Cultural Jardín Borda y el embellecimiento del primer cuadro de la ciudad con el proyecto de Ecozona, que fomentan las actividades artísticas – culturales.
Con estas obras, Morelos se convierte por su nueva infraestructura cultural en uno de los destinos para las artes y cultura más importante del centro del país.

## Véase también

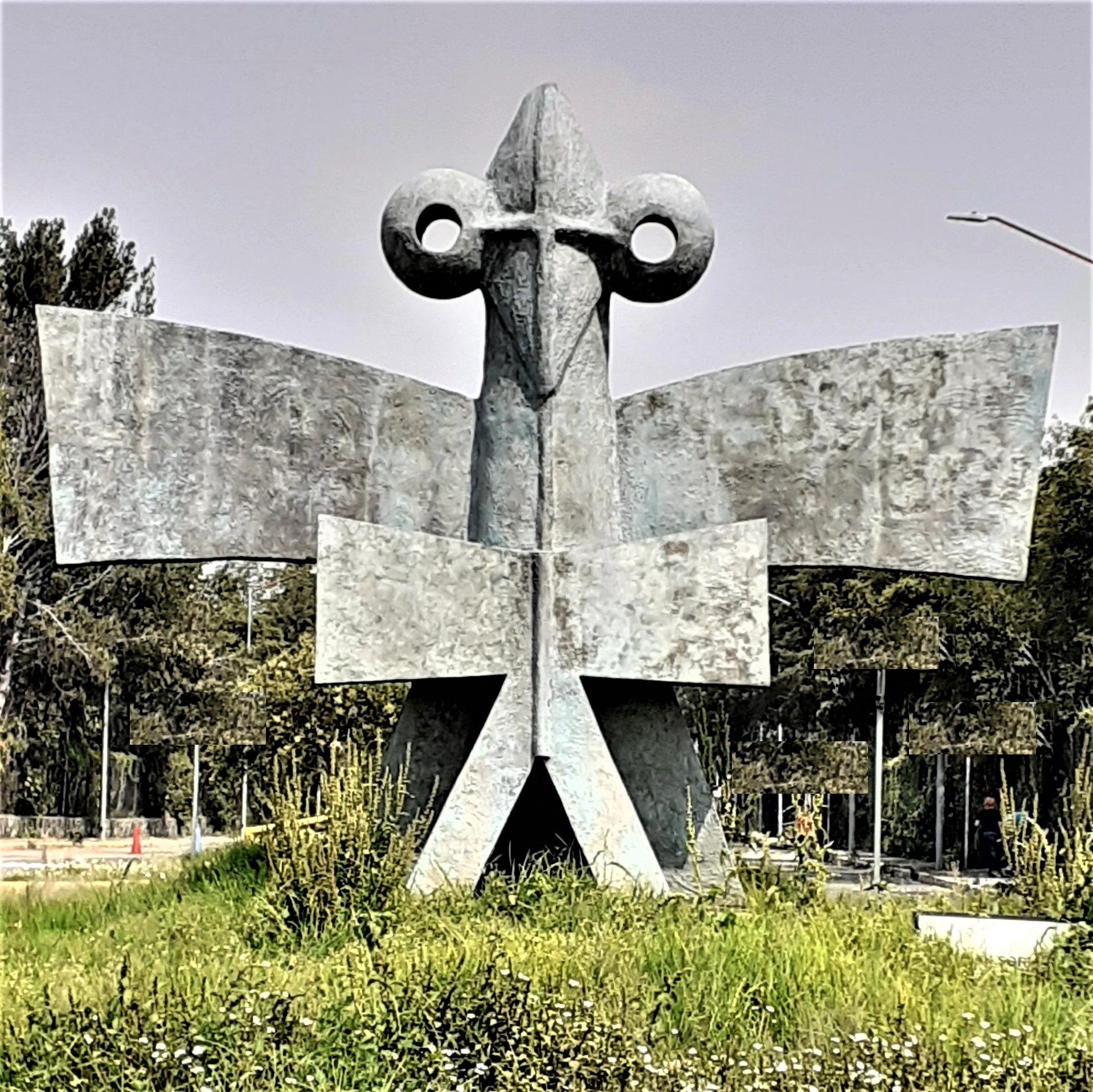
Escultura Pájaro XIII de Juan Soriano, Centro Cultural Universitario de la UNAM, Ciudad de México.